# Morbius (film)
Morbius este un film american cu supereroi din 2022 regizat de Daniel Espinosa. Este bazat pe personajul Marvel Comics cu același nume și produs de Columbia Pictures în asociere cu Marvel. Distribuit de Sony Pictures Releasing, este al treilea film din Universul Sony Omul Păianjen. Rolurile principale au fost interpretate de actorii Jared Leto ca Morbius, Matt Smith, Adria Arjona, Jared Harris, Al Madrigal și Tyrese Gibson.

## Prezentare
În film, Morbius și fratele său surogat Milo devin vampiri vii după ce s-au vindecat de o boală rară a sângelui.

## Distribuție
- Jared Leto - Dr. Michael Morbius
- Matt Smith - Lucien / Milo
- Adria Arjona - Martine Bancroft
- Jared Harris - Dr. Emil Nicholas
- Al Madrigal - Alberto "Al" Rodriguez, FBI agent
- Tyrese Gibson - Simon Stroud